# Jhusi
Jhusi é uma cidade e uma nagar panchayat no distrito de Allahabad, no estado indiano de Uttar Pradesh .

## Geografia
Jhusi está localizada a 25° 26′ N, 81° 56′ L. Tem uma altitude média de 76 metros (249 pés).

## Demografia
Segundo o censo de 2001, Jhusi tinha uma população de 13,633 habitantes. Os indivíduos do sexo masculino constituem 57% da população e os do sexo feminino 43%. Jhusi tem uma taxa de literacia de 53%, inferior à média nacional de 59.5%: a literacia no sexo masculino é de 60% e no sexo feminino é de 43%. Em Jhusi, 13% da população está abaixo dos 6 anos de idade.